# 企业

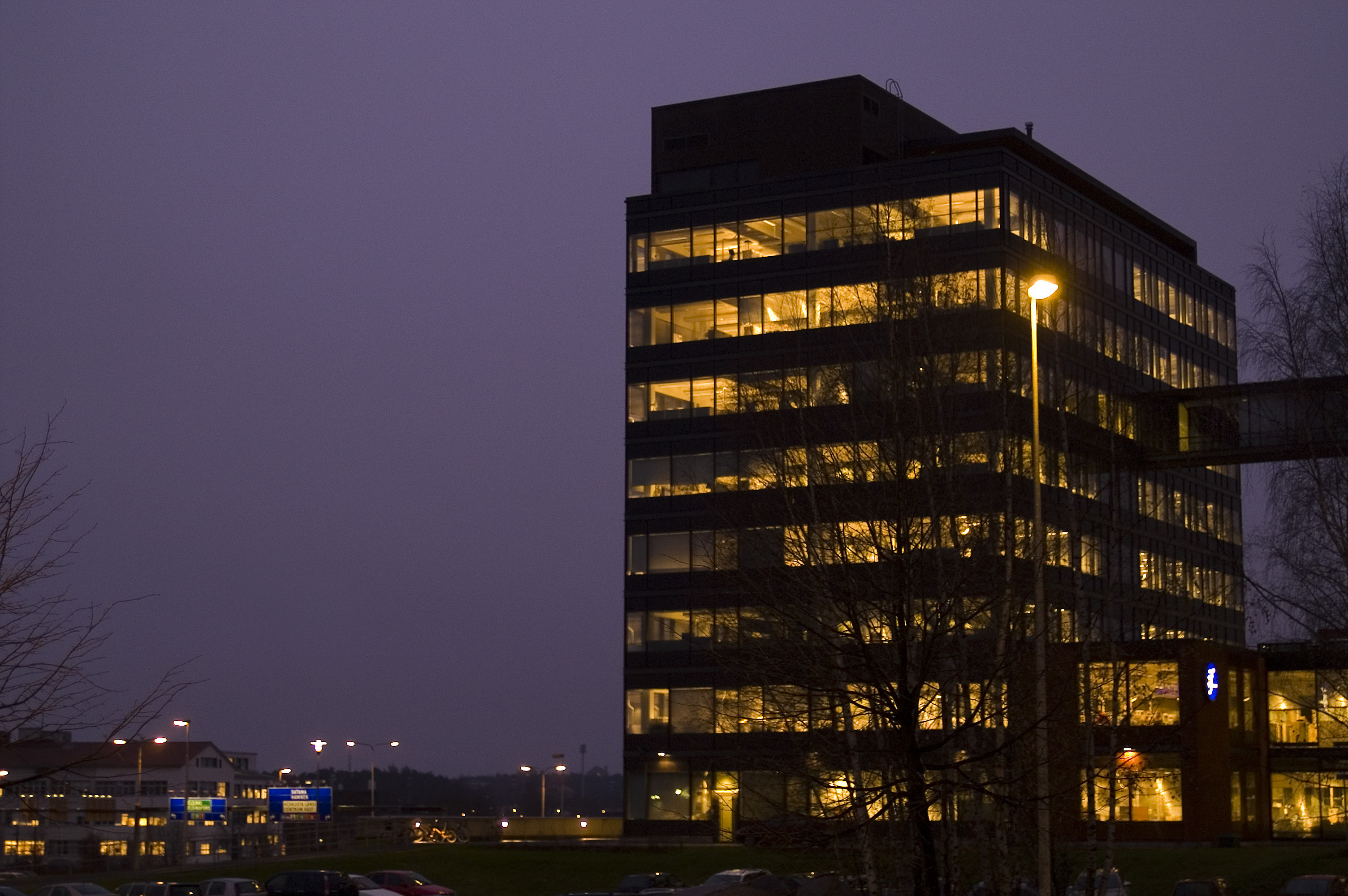
一棟企業大樓

企業是组织众多个人开展经济活动的一种方式。企业在现代汉语中的基本用法，主要指独立的组织，并可进一步分为公司和非公司企业，后者如合伙企业、个人独资企业、个体工商户等。在20世纪后期中国大陆改革开放與现代化建设，與信息技术领域新概念大量涌入的背景下，“企业”一词的用法有所变化，并不限于商业性或盈利组织。